# Liste des sites classés et inscrits de la Haute-Loire

Carte de France présentant, en rouge, la situation du département de la Haute-Loire.

Cet article présente les sites classés et inscrits en Haute-Loire, en France.

## Liste

### Sites classés
En 2024, la Haute-Loire compte 15 sites classés,,. Ils couvrent au total 5 191,46 ha, soit 1,0 % du département, la majeure partie étant occupée par le site du massif du Mézenc.
| Site                                             | Communes                                        | Date              | Superficie (ha) | Critères et notes | Coordonnées                 | Photo |
| ------------------------------------------------ | ----------------------------------------------- | ----------------- | --------------- | --- | --------------------------- | ----- |
| Rocher Saint-Michel                              | Aiguilhe                                        | 16 mars 2017      | 0,41            | Pittoresque Le rocher, piton volcanique de 82 m de haut, supporte à son sommet l'église Saint-Michel, qui est un monument historique classé.                                                                        | 45° 03′ 00″ N, 3° 52′ 57″ E |       |
| Parcelles entre le bourg d'Arlempdes et la Loire | Arlempdes                                       | 28 mars 1977      | 10,19           | Pittoresque Le classement du site est déclenché par des projets de constructions nouvelles autour du rocher du château d'Arlempdes, et adopté malgré l'opposition de la quasi-totalité des propriétaires concernés. | 44° 51′ 57″ N, 3° 55′ 25″ E |       |
| Mont Mouchet                                     | Auvers                                          | 20 décembre 1976  | 346,17          | Tout critère | 44° 59′ 10″ N, 3° 21′ 32″ E |       |
| Ruines du château de Rochebaron                  | Bas-en-Basset                                   | 23 novembre 1931  | 0,24            | Tout critère Le château est un monument historique classé. | 45° 18′ 57″ N, 4° 05′ 59″ E |       |
| Lac du Bouchet                                   | Le Bouchet-Saint-Nicolas, Cayres                | 21 septembre 1950 | 44,97           | Tout critère | 44° 54′ 32″ N, 3° 47′ 26″ E |       |
| Falaise du Blot                                  | Cerzat                                          | 9 janvier 1978    | 1,65            | Pittoresque | 45° 08′ 48″ N, 3° 27′ 45″ E |       |
| Massif du Mézenc                                 | Chaudeyrolles, Les Estables, Saint-Front        | 27 août 1997      | 4 328,67        | Pittoresque La protection s'étend sur Le Béage, Borée, La Rochette et Saint-Martial en Ardèche | 44° 54′ 03″ N, 4° 11′ 33″ E |       |
| Rocher des Orgues                                | Espaly-Saint-Marcel                             | 4 mai 1910        | 6,51            | Tout critère | 45° 03′ 04″ N, 3° 51′ 26″ E |       |
| Secteur de l'Hermitage                           | Espaly-Saint-Marcel                             | 4 mai 1910        | 57,35           | Pittoresque Site compris entre les Orgues d'Espaly et les abords de l'église Saint-Marcel. | 45° 03′ 04″ N, 3° 51′ 45″ E |       |
| Bois du Grand Séminaire                          | Le Puy-en-Velay                                 | 20 juin 1910      | 2,63            | Artistique | 45° 02′ 51″ N, 3° 53′ 09″ E |       |
| Rocher Corneille                                 | Le Puy-en-Velay                                 | 10 février 1909   | 1,03            | Artistique | 45° 02′ 50″ N, 3° 53′ 06″ E |       |
| Ravins de Corbœuf                                | Rosières                                        | 26 juin 2013      | 64,88           | Pittoresque, scientifique | 45° 07′ 45″ N, 4° 00′ 05″ E |       |
| Gorges du Dolaizon et la vallée de chibottes     | Saint-Christophe-sur-Dolaison, Vals-près-le-Puy | 8 mars 2016       | 283,84          | Pittoresque Les chibottes sont une forme de cabanes en pierre sèche. | 45° 01′ 24″ N, 3° 51′ 18″ E |       |
| La Coste et le Nouveau Monde                     | Saint-Haon                                      | 24 janvier 1978   | 42,42           | Pittoresque | 44° 50′ 39″ N, 3° 44′ 34″ E |       |
| Ruines du château de Saint-Ilpize                | Saint-Ilpize                                    | 27 mai 1921       | 0,5             | Artistique Le château est un monument historique classé. | 45° 11′ 40″ N, 3° 23′ 17″ E |       |

### Sites inscrits
En 2024, la Haute-Loire compte 48 sites inscrits,. Ils couvrent au total 17 532,82 ha, soit 3,5 % du département.
Plusieurs de ces sites se chevauchent :
- 23 sites concernent des rues, places et édifices du Puy-en-Velay, dont l'inscription a été arrêtée entre 1942 et 1943[41]. Ils sont tous situés dans le périmètre d'un site inscrit plus grand, Le Puy - Polignac, protégé en 1973.
- Les deux sites inscrits de Vieille-Brioude sont inclus à l'intérieur du site plus grand du val d'Allier.

| Site                                                | Communes | Date              | Superficie (ha) | Critères et notes | Coordonnées                 | Photo |
| --------------------------------------------------- | --- | ----------------- | --------------- | --- | --------------------------- | ----- |
| Le Puy - Polignac                                   | Aiguilhe, Brives-Charensac, Ceyssac, Cussac-sur-Loire, Espaly-Saint-Marcel, Polignac, Le Puy-en-Velay, Saint-Christophe-sur-Dolaison, Vals-près-le-Puy | 15 novembre 1973  | 4 751,71        | | 45° 02′ 32″ N, 3° 52′ 34″ E |       |
| Bourg d'Arlempdes                                   | Arlempdes | 18 septembre 1945 | 2,51            | | 44° 51′ 58″ N, 3° 55′ 23″ E |       |
| Château féodal d'Arlempdes et ses abords            | Arlempdes | 18 septembre 1945 |                 | Le château est un monument historique inscrit. | 44° 51′ 58″ N, 3° 55′ 25″ E |       |
| Ruines du château de Beaufort et gorges de la Loire | Arlempdes, Goudet | 22 février 1949   | 53,27           | Le château est un monument historique inscrit. | 44° 53′ 01″ N, 3° 55′ 03″ E |       |
| Château de Bouzols et ses abords                    | Arsac-en-Velay | 18 septembre 1945 | 19,23           | Le château est un monument historique inscrit. | 45° 00′ 01″ N, 3° 55′ 58″ E |       |
| Val d'Allier                                        | Aubazat, Blassac, Cerzat, Chilhac, Lavoûte-Chilhac, Saint-Cirgues, Saint-Ilpize, Saint-Privat-du-Dragon, Vieille-Brioude, Villeneuve-d'Allier          | 30 novembre 1979  | 8 898,66        | Malgré son nom, la protection n'a rien à voir avec la réserve naturelle nationale du val d'Allier, qui est située dans le département de l'Allier. | 45° 11′ 11″ N, 3° 24′ 19″ E |       |
| Abords de l'ancienne église Saint-Martin            | Blesle | 11 septembre 1950 | 78,52           | L'église est un monument historique classé. | 45° 19′ 07″ N, 3° 10′ 09″ E |       |
| Village de Chalencon et vallée de l'Ance            | Boisset, Saint-André-de-Chalencon, Tiranges | 5 octobre 1982    | 1 373,79        | | 45° 17′ 13″ N, 3° 58′ 39″ E |       |
| Lac du Bouchet                                      | Le Bouchet-Saint-Nicolas, Cayres | 21 septembre 1950 | 145,37          | | 44° 54′ 35″ N, 3° 47′ 02″ E |       |
| Bourg de La Chaise-Dieu et abords                   | La Chaise-Dieu | 15 février 1977   | 211,62          | | 45° 19′ 19″ N, 3° 41′ 17″ E |       |
| Maisons de chaume de La Roche-Haute                 | Freycenet-la-Cuche | 20 décembre 1976  | 4,17            | | 44° 54′ 50″ N, 4° 04′ 59″ E |       |
| Château féodal de Lamothe et ses abords             | Lamothe | 2 novembre 1943   | 0,5             | Le château est un monument historique inscrit. | 45° 18′ 48″ N, 3° 25′ 28″ E |       |
| Couvent de Lamothe et ses abords                    | Lamothe | 4 mai 1943        | 0,12            | | 45° 18′ 44″ N, 3° 25′ 30″ E |       |
| Grande Rue                                          | Lamothe | 4 mai 1943        | 0,52            | | 45° 18′ 49″ N, 3° 25′ 34″ E |       |
| Théron et ses abords                                | Lamothe | 18 janvier 1943   | 0,03            | | 45° 18′ 44″ N, 3° 25′ 27″ E |       |
| Vallat de Lamothe                                   | Lamothe | 4 mai 1943        | 0,4             | | 45° 18′ 48″ N, 3° 25′ 35″ E |       |
| Bourg de Lavaudieu et vallée de la Senouire         | Lavaudieu | 30 novembre 1979  | 757,52          | | 45° 15′ 47″ N, 3° 27′ 41″ E |       |
| Château de Lavoûte et boucle sur la Loire           | Lavoûte-sur-Loire | 17 septembre 1956 | 32,63           | Le château est un monument historique inscrit. | 45° 07′ 04″ N, 3° 53′ 36″ E |       |
| Château de Léotoing et ses abords                   | Léotoing, Torsiac | 5 février 1980    | 659,84          | Le château est un monument historique inscrit. | 45° 21′ 39″ N, 3° 12′ 58″ E |       |
| Bourg de Pradelles et abords                        | Pradelles | 1er mars 1977     | 161,22          | | 44° 46′ 07″ N, 3° 52′ 53″ E |       |
| Château de Vachères et abords                       | Présailles | 12 septembre 1945 | 2,67            | Le château est un monument historique classé. | 44° 53′ 24″ N, 4° 02′ 07″ E |       |
| Chapelle des Pénitents Blancs                       | Le Puy-en-Velay | 8 décembre 1942   |                 | La chapelle est un monument historique classé. | 45° 02′ 46″ N, 3° 53′ 05″ E |       |
| Chapelle Sainte-Marie                               | Le Puy-en-Velay | 5 janvier 1943    |                 | |                             |       |
| Couvent Sainte-Claire                               | Le Puy-en-Velay | 7 octobre 1942    |                 | Le couvent est un monument historique inscrit. | 45° 02′ 40″ N, 3° 53′ 18″ E |       |
| Église Saint-Georges                                | Le Puy-en-Velay | 7 octobre 1942    |                 | L'église est un monument historique inscrit. | 45° 02′ 45″ N, 3° 53′ 11″ E |       |
| Escalier Boiteux                                    | Le Puy-en-Velay | 7 octobre 1942    |                 | Actuelle montée du Cloître | 45° 02′ 43″ N, 3° 53′ 09″ E |       |
| Hôtel-Dieu                                          | Le Puy-en-Velay | 8 décembre 1942   |                 | | 45° 02′ 46″ N, 3° 53′ 03″ E |       |
| Place du Clauzel                                    | Le Puy-en-Velay | 7 octobre 1942    |                 | | 45° 02′ 37″ N, 3° 53′ 02″ E |       |
| Place du For                                        | Le Puy-en-Velay | 7 octobre 1942    |                 | | 45° 02′ 43″ N, 3° 53′ 07″ E |       |
| Place du Greffe et rue Séguret                      | Le Puy-en-Velay | 7 octobre 1942    |                 | | 45° 02′ 42″ N, 3° 53′ 02″ E |       |
| Place du Jardin-de-l'Évêque                         | Le Puy-en-Velay | 31 décembre 1942  |                 | |                             |       |
| Rue Cardinal                                        | Le Puy-en-Velay | 7 octobre 1942    |                 | | 45° 02′ 42″ N, 3° 53′ 07″ E |       |
| Rue Chamerlenc                                      | Le Puy-en-Velay | 7 octobre 1942    |                 | | 45° 02′ 39″ N, 3° 52′ 56″ E |       |
| Rue Chênebouterie                                   | Le Puy-en-Velay | 7 octobre 1942    |                 | | 45° 02′ 38″ N, 3° 52′ 58″ E |       |
| Rue des Farges                                      | Le Puy-en-Velay | 14 décembre 1942  |                 | | 45° 02′ 46″ N, 3° 52′ 53″ E |       |
| Rue des Tables                                      | Le Puy-en-Velay | 31 décembre 1942  |                 | | 45° 02′ 44″ N, 3° 53′ 00″ E |       |
| Rue du Bessat                                       | Le Puy-en-Velay | 31 décembre 1942  |                 | | 45° 02′ 37″ N, 3° 53′ 07″ E |       |
| Rue du Collège                                      | Le Puy-en-Velay | 7 octobre 1942    |                 | | 45° 02′ 37″ N, 3° 53′ 05″ E |       |
| Rue Granvieille et Cardinal                         | Le Puy-en-Velay | 7 octobre 1942    |                 | | 45° 02′ 42″ N, 3° 52′ 53″ E |       |
| Rue Meymard                                         | Le Puy-en-Velay | 31 décembre 1942  |                 | | 45° 02′ 37″ N, 3° 53′ 03″ E |       |
| Rue Pannessac                                       | Le Puy-en-Velay | 7 octobre 1942    |                 | | 45° 02′ 38″ N, 3° 52′ 52″ E |       |
| Rue Prat du Loup                                    | Le Puy-en-Velay | 7 octobre 1942    |                 | | 45° 02′ 41″ N, 3° 53′ 00″ E |       |
| Rue Rochetaillade                                   | Le Puy-en-Velay | 7 octobre 1942    |                 | | 45° 02′ 40″ N, 3° 53′ 02″ E |       |
| Rue Saint-Georges                                   | Le Puy-en-Velay | 11 décembre 1942  |                 | | 45° 02′ 45″ N, 3° 53′ 08″ E |       |
| Bourg de Roche-en-Régnier et abords                 | Roche-en-Régnier | 26 avril 1979     | 331,7           | | 45° 13′ 09″ N, 3° 56′ 16″ E |       |
| Hameaux de Maziaux et Bigorre                       | Saint-Front | 18 février 1977   | 46,82           | | 44° 59′ 49″ N, 4° 05′ 58″ E |       |
| Ancienne église et abords                           | Vieille-Brioude | 9 mars 1943       |                 | | 45° 15′ 36″ N, 3° 24′ 27″ E |       |
| Église et ancien prieuré                            | Vieille-Brioude | 6 septembre 1943  |                 | L'église est un monument historique inscrit. | 45° 15′ 40″ N, 3° 24′ 27″ E |       |